# Ghede

Das Veve der Ghede-Loa Maman Brigitte

Die Ghede (Guédé, Gede) bilden eine für Tod und Fruchtbarkeit zuständige Gruppe (Nachon) von Loa (auch Lwa), also Geistwesen in der Voodoo-Mythologie Haitis.  Das Wort leitet sich von einem Verb aus dem Yoruba oder Dahomey „gede“ (deutsch: „schneiden“) oder von „igede“ (Andeuten eines Schnittes zwecks Totenbeschwörung) ab.
Die Ghede sind Herren über Tod wie auch über Leben, Wiedergeburt und Fruchtbarkeit. Sie erhalten die Lebenden, vergrößern ihre Zahl und erwecken die Toten. Sie beleben auch Zombies, vor kurzem zu Grabe getragene Leichen, die von Zauberern gestohlen und zu ihren Sklaven gemacht werden. Wenn ein Zombie mit Salz gewürzte Speisen isst, soll er in sein Grab oder in seine frühere Existenz zurückkehren.
Das Kreuz des Ghede Baron Samedi („Baron Samstag“) findet sich als Wächter der Toten auf jedem Friedhof. Die Symbole des Christentums sind mit der Voodoo-Mythologie eine synkretistische Verbindung eingegangen. Baron Samedis weibliches Pendant, Maman Brigitte oder Brijit, bewacht die Gräber. Leichendiebe haben Baron Samedi und Maman Brigitte im Vodoo-Kult eine bedeutende Rolle zugewiesen. Man erfleht von beiden Geistwesen den Schutz toter Verwandter.
Bisweilen wird der Begriff Ghede auch als Synonym von Baron Samedi verwendet; Azacca gilt als dessen jüngerer Bruder unter den Loa.
In Haiti werden die Ghede-Loa am 1. und vor allem 2. November gefeiert, an Allerseelen, dem „Neujahrstag der Toten“, so z. B. auf dem Nationalfriedhof in Port-au-Prince, wo man „mit den Toten tanzt“.